# 仮設商店街
仮設商店街（かせつしょうてんがい）は、自然災害などにより、通常の店舗での営業が一時的にできない場合に、時限的に整備される仮の商店街。民間で整備される場合と行政により整備される場合がある。仮設工場、仮設事務所などを含めて、産業用仮設施設或いは事業用仮設施設と呼ばれる。